# Samboan
Samboan (Bayan ng Samboan) är en kommun i Filippinerna. Kommunen tillhör provinsen Cebu och ligger på ön med samma namn. Folkmängden uppgår till 16 659 invånare.
Samboan är indelat i 15 barangayer.